# Bois du diable
 (août 2025).
Bois du diable est un nom de plantes à fleurs ambigu. Il peut désigner:
- Humulus lupulus, le houblon, une liane de la famille des Cannabaceae originaire de l'hémisphère Nord
- Osmanthus armatus, un arbuste de la famille des Oleaceae originaire de Chine